# Nicolle Christiaanse
Nicolle Christiaanse (Tilburg, 10 maart 1964 – 14 december 2022) was een Nederlands kinderboekenschrijver.

## Loopbaan
Christiaanse groeide op in Tilburg, waar ze de lagere school en het VWO doorliep. Zij deed vervolgens de opleiding tot drogist en natuurgeneeskundig therapeute. Omdat Christiaanse meer zag in schrijven dan in een geneeskundige praktijk ging ze daar mee verder. In 1997 verscheen een kort verhaal in de Donald Duck. Hierna publiceerde zij tien jeugdboeken bij uitgeverij Kluitman. Daarnaast schrijft Christiaanse informatieve teksten, verhalen, feuilletons en stripscenarios voor de tijdschriften Penny en Hoefslag Junior. De meeste van haar boeken gaan over paarden.
Ze overleed op 58-jarige leeftijd.